# Corylus

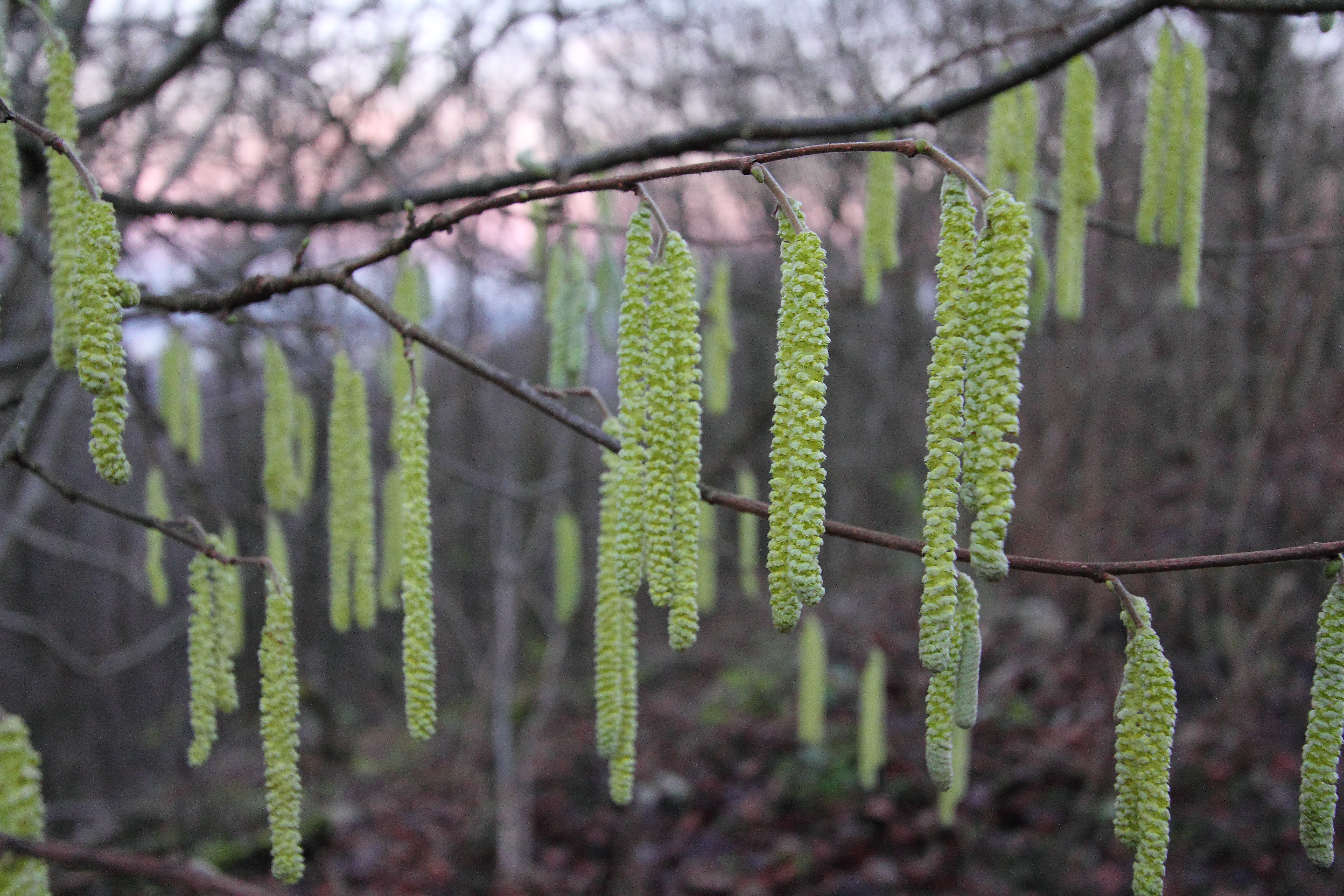
Hoa đuôi sóc đực của loài Corylus avellana

Cây trăn 榛 (eflora China, Corylus) là một chi của các cây rụng lá và cây bụi lớn có nguồn gốc ở vùng Bắc bán cầu ôn đới. Chi này thường được đặt trong họ Cáng lò (Betulaceae)  mặc dù một số nhà thực vật học đã phân chia các loài thảo mộc thành một họ Corylaceae riêng biệt. Quả của loài này là quả trăn.
Các loài trong chi có lá đơn, tròn hai lề răng cưa. Hoa nở rất sớm vào mùa xuân trước lá, và đơn tính, với hoa đơn tính, hoa đực có màu vàng nhạt và dài 5–12 cm, và hoa cái rất nhỏ và được che giấu trong chồi, với chỉ có thể nhìn thấy màu đỏ sáng, từ 1 đến 3 mm. Quả là hạt dài 1-2,5 cm và đường kính 1–2 cm, được bao quanh bởi một lớp vỏ bọc (vỏ bọc), một phần để bao quanh hạt.
Hình dạng và cấu trúc của phấn hoa, cũng như thói quen tăng trưởng (dù là cây hay cây bụi) là những yếu tố quan trọng trong việc xác định các loài trăn khác nhau.
Phấn hoa của các loài trăn, thường là nguyên nhân gây dị ứng vào cuối mùa đông hoặc đầu mùa xuân, có thể được xác định theo độ phóng đại (600X) bởi các dòng họ đặc trưng của chúng có ba lỗ chân lông dễ nhìn thấy

## Các loài
- Corylus americana
- Corylus avellana (trăn thông thường[8])
- Corylus chinensis
- Corylus colchica
- Corylus colurna
- Corylus colurnoides
- Corylus cornuta
- Corylus fargesii
- Corylus ferox
- Corylus heterophylla
- Corylus jacquemontii
- Corylus maxima (trăn Balkan[8])
- Corylus potaninii
- Corylus sieboldiana
- Corylus wangii
- Corylus wulingensis
- Corylus yunnanensis